# Équemauville
Équemauville är en kommun i departementet Calvados i regionen Normandie i norra Frankrike. Kommunen ligger i kantonen Honfleur som ligger i arrondissementet Lisieux. År 2022 hade Équemauville 1 557 invånare.

## Befolkningsutveckling
Antalet invånare i kommunen Équemauville
Referens: INSEE